# Wuchuan, Zhanjiang
Wuchuan, även romaniserat Ngchün, är en stad på häradsnivå i Zhanjiangs stad på prefekturnivå i provinsen Guangdong i sydöstra Kina.  Den ligger omkring 330 kilometer sydväst om provinshuvudstaden Guangzhou.
Wuchuan är indelat i fem stadsdelsdistrikt och tio köpingar.
Stadsdelsdistrikt (jiedao):

- Bopu (博铺街道)
- Dashanjiang (大山江街道)
- Haibin (海滨街道)
- Meilu (梅菉街道)
- Tangwei (塘尾街道)

Köpingar (zhen):

- Changqi (长岐镇)
- Huangpo (黄坡镇)
- Lanshi (兰石镇)
- Qianshui (浅水镇)
- Tanba (覃巴镇)
- Tangzhui (塘缀镇)
- Wangcungang (王村港镇)
- Wuyang (吴阳镇)
- Zhangpu (樟铺镇)
- Zhenwen (振文镇)